# Terence Davies
Terence Davies (Liverpool, 10 novembre 1945 – Mistley, 7 ottobre 2023) è stato un regista e sceneggiatore britannico.

## Biografia
Davies, nato e cresciuto a Liverpool, era l'ultimo di dieci figli in una famiglia della classe operaia. Educato da una madre cattolica, rinunciò alla religione da adulto e questo aspetto della sua vita influenzò profondamente la sua produzione artistica.
Dopo aver lavorato dieci anni come commesso in un'agenzia di spedizioni e come ragioniere in uno studio contabile, nel 1971 entrò nella Coventry School of Drama, dove scrisse e diresse il suo primo cortometraggio, Children, finanziato dal Production Board del British Film Institute. Entrato poi alla National Film School, realizzò come film di diploma Madonna and Child (1980). Con il successivo Death and Transfiguration (1983) concluse quella che venne poi presentata nei festival cinematografici internazionali come The Terence Davies Trilogy (1984).
Nel 1988 realizzò il suo primo lungometraggio, Voci lontane... sempre presenti (Distant Voices, Still Lives), vincitore del Pardo d'oro al Festival di Locarno e del premio FIPRESCI al 41º Festival di Cannes, nella Quinzaine des Réalisateurs.
Seguirono Il lungo giorno finisce (The Long Day Closes) (1992), Serenata alla luna (The Neon Bible) (1995), tratto da un romanzo di John Kennedy Toole, entrambi in concorso al Festival di Cannes, e La casa della gioia (The House of Mirth) (2000), tratto da un romanzo di Edith Wharton.
La sua successiva opera cinematografica, Of Time and the City, documentario sulla sua città natale, fu presentata ben otto anni più tardi come proiezione speciale nella selezione ufficiale del Festival di Cannes 2008.
Nel 2011 realizzò Il profondo mare azzurro, trasposizione dell'omonima opera teatrale di Terence Rattigan.
Benché schivo e riservato nella vita, parlava molto di sé attraverso le sue opere: spesso, nel tratteggiare famiglie della classe operaia o ritratti di cittadini inurbati, Davies manifestava il suo disagio nell'essere omosessuale e nella banalità della vita di tutti i giorni. Nei suoi film, pur non particolarmente ottimisti, c'era sempre un desiderio di riscatto o una speranza di redenzione. Le riflessioni autoironiche che esprimeva nelle interviste hanno offerto spunti di discussione sui pregi e difetti dell'autobiografismo che ha permeato tutte le sue opere.

## Filmografia
- Children - cortometraggio (1976)
- Madonna and Child - cortometraggio (1980)
- Death and Transfiguration - cortometraggio (1983)
- Voci lontane... sempre presenti (Distant Voices, Still Lives, 1988)
- Il lungo giorno finisce (The Long Day Closes, 1992)
- Serenata alla luna (The Neon Bible, 1995)
- La casa della gioia (The House of Mirth, 2000)
- Of Time and the City (2008)
- Il profondo mare azzurro (The Deep Blue Sea, 2011)
- Sunset Song (2015)
- A Quiet Passion (2016)
- Benediction (2021)
- Passing Time (2023)

## Riconoscimenti
- Torino Film Festival 2015 - Gran Premio Torino